# Waldemar Klischies
Waldemar Klischies (* 14. Februar 1929 in Memel; † 11. September 2013 in Bremen) war ein deutscher Rechtsanwalt und Politiker (SPD). Er war Bremer Senatsdirektor und Mitglied der Bremischen Bürgerschaft.

## Biografie

### Ausbildung und Beruf
Klischies studierte Rechtswissenschaften und promovierte zum Dr. jur. Als Landgerichtsrat, dann Oberlandesgerichtsrat, war er von 1963 bis 1968 stellvertretendes Mitglied des Staatsgerichtshofes Bremen. Er war als Rechtsanwalt und Notar in Bremen tätig und begründete 1972 seine selbständige Praxis (heute: Fachanwälte für Arbeitsrecht Richter & Dr. Hess-Grunewald).
Er war von 1967 bis 1971 als Senatsdirektor der Vertreter von Innensenator Franz Löbert (SPD). Zum Unmut vor allem linker Sozialdemokraten wurde er Anfang 1971 unter dem Druck des Bremer Polizeipräsidenten Erich von Bock und Polach von Löbert aus seinem Amt entlassen, auch auf Grund der Auseinandersetzungen über die Bewertungen der Bremer Straßenbahnunruhen 1968 und seiner Reformbestrebungen bei der Bremer Polizei.

### Politik
Klischies war Mitglied der SPD in Bremen.
Er war von 1979 bis 1983 für die SPD Mitglied der Bremischen Bürgerschaft und in verschiedene Deputationen und Ausschüssen der Bürgerschaft tätig. Als Mitglied der Innendeputation lehnte er „eine Legitimation zum Todesschuß“ durch Polizeibeamte ab, da diese „rechtspolitisch bedenklich und aus der Sicht der Polizei nicht erforderlich“ sei. Klischies konnte sich durchaus Situationen vorstellen, in denen Polizisten schießen müssen, etwa um einen Täter „angriffsunfähig zu machen“. Das könne, ungewollt und dann legal, auch tödlich ausgehen. Die Todesfolge jedoch „dürfe niemals Ziel staatlichen Handelns sein“.